# Rachel Miner
Rachel Anne Miner (Nueva York, 29 de julio de 1980) es una actriz de cine, teatro y televisión estadounidense.

## Biografía
Forma parte de la tercera generación de la familia Miner en el negocio del espectáculo, es hija del director y profesor Peter Miner y nieta del director/productor Worthington Miner y la actriz Frances Fuller. Comenzó a aparecer en los medios por su matrimonio de dos años (1998-2000) con el actor Macaulay Culkin. El matrimonio fue notable por la temprana edad que ambos tenían al momento de casarse.
En 2003 se dedicó a la cienciología, contribuyendo y dedicando un nuevo centro de dianética y cienciología en Los Ángeles.

## Carrera

### Televisión
Sus papeles en televisión incluyen Vickie en Shining Time Station: 'Tis a Gift (1990), Michelle Bauer en Guiding Light (1990–1995), un papel como protagonista invitada en Sex and the City (1999), Astrid en NY-LON (2004) y un capítulo de Fear Itself (2008).
Interpreta a Dani California en la serie Californication (2007). Su personaje es una referencia al grupo Red Hot Chili Peppers.
Entre 2009 y 2012, trabajó en varios capítulos de la serie Supernatural, interpretando a Meg Masters, uno de los demonios. Regresó en la última temporada interpretando a El Vacío, quien en su versión corpórea tenía la forma de Meg.

### Teatro
Entre sus créditos teatrales se encuentran Naked Faith: The Way at Naked Angels in New York (1994), El diario de Ana Frank de Broadway (1997), God of Vengeance (2000) de Sholem Asch, y Blue Surge (2001-2002).

### Cine
En el cine ha interpretado a la versión joven de Alice en Alice (1990) de Woody Allen, a Patty en Joe the King (1999) de Frank Whaley, a Lisa Connelly en Bully (2001) de Larry Clark, a Jade en Guy in Row Five (2004) a Eva Haven (2004) y un papel en Rabbi. También interpretó a la hermana de Hilary Swank en La Dalia Negra (2006) de Brian De Palma. También participó en The Butterfly Effect 3: Revelations, la tercera parte de El efecto mariposa.

## Vida privada
En el año 1998, a los 17 años de edad, se casó con el actor Macaulay Culkin, de quien se separaría en el año 2000, firmando el divorcio en 2002.
Padece de esclerosis múltiple (EM), una enfermedad que ataca los nervios del cuerpo. Se la diagnosticaron cuando rodaba Supernatural y, debido a los medicamentos suministrados para sobrellevar los síntomas, debió abandonar la serie.

### Entrevistas
- Rachel Miner: Major Talent College Crier Interview by T. Virgil Parker (en inglés)
- CNN Interview (en inglés)
- A Quick Chat with Rachel Miner. Kamera.co.uk Interview (en inglés)

- Datos: Q262218
- Multimedia: Rachel Miner / Q262218